# Vincitori della Stanley Cup

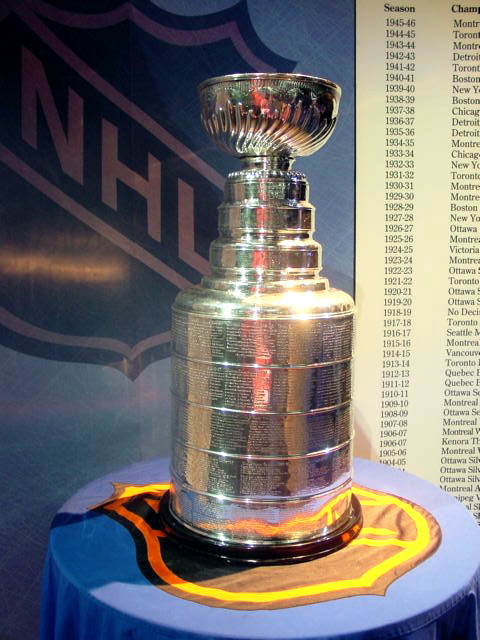
La Stanley Cup

La Stanley Cup è un trofeo per club di hockey su ghiaccio assegnato ogni anno dalla National Hockey League (NHL) alla squadra vincitrice dei playoff al termine delle finali della Stanley Cup. Essa fu donata dal Governatore Generale del Canada Lord Stanley di Preston nel 1892, ed è il più antico trofeo professionistico nella storia degli sport nordamericani. Chiamato originariamente Dominion Hockey Challenge Cup, il trofeo nacque come premio per la miglior squadra dilettantistica del Canada iscritta alla Amateur Hockey Association of Canada. Nel 1915 le due leghe professionistiche allora esistenti, la National Hockey Association (NHA) e la Pacific Coast Hockey Association (PCHA), raggiunsero un gentlemen's agreement secondo cui i rispettivi campioni si sarebbero sfidati direttamente per la conquista della Stanley Cup. In seguito ad una serie di fusioni e fallimenti delle diverse leghe a partire dal 1926 la Stanley cup divenne il trofeo de facto della NHL, riconosciuto poi de iure solo nel 1947.
A partire dalla stagione 1914-15 il trofeo fu assegnato in totale 96 volte a 18 diverse squadre ancora in attività, oltre ad altre 5 franchigie sciolte. Prima di quella la Challenge Cup fu vinta da 9 squadre. I Montreal Canadiens hanno vinto la Stanley Cup per 24 volte e detengono anche il record di presenze in finale con 34 apparizioni. Solo in due occasioni il trofeo della Stanley Cup non fu assegnato a nessuna squadra: nel 1919 a causa dell'influenza spagnola, mentre nel 2005 a causa del lockout.

## Vincitori

### Era Challenge Cup (1893-1914)
In origine la squadra detentrice della Stanley Cup poteva essere sfidata da un'altra pretendente, anche più volte in un anno, per poter così divenire la squadra campione in carica. Dal 1912 fu posto un vincolo, infatti le sfide furono organizzate solo al termine delle stagioni regolari delle squadre coinvolte nella sfida per la Stanley Cup.
| Data                              | Vincitori                   | Finalisti                      | Formula                | Punteggio           |
| --------------------------------- | --------------------------- | ------------------------------ | ---------------------- | ------------------- |
| 17 marzo 1893                     | Montreal Hockey Club (AHAC) | Campioni AHAC 1893             | Campioni AHAC 1893     | Campioni AHAC 1893  |
| 22 marzo 1894                     | Montreal Hockey Club (AHAC) | Ottawa HC (AHAC)               | Gara unica             | 3-1                 |
| 8 marzo 1895                      | Montreal Victorias (AHAC)   | Campioni AHAC 1895             | Campioni AHAC 1895     | Campioni AHAC 1895  |
| 9 marzo 1895                      | Montreal Hockey Club (AHAC) | Queen's University (OHA)       | Gara unica             | 5-1                 |
| 14 febbraio 1896                  | Winnipeg Victorias (MHA)    | Montreal Victorias (AHAC)      | Gara unica             | 2-0                 |
| 29 febbraio 1896                  | Winnipeg Victorias (MHA)    | Campioni MHA 1896              | Campioni MHA 1896      | Campioni MHA 1896   |
| 30 dicembre 1896                  | Montreal Victorias (AHAC)   | Winnipeg Victorias (MHA)       | Gara unica             | 6-5                 |
| 6 marzo 1897                      | Montreal Victorias (AHAC)   | Campioni AHAC 1897             | Campioni AHAC 1897     | Campioni AHAC 1897  |
| 27 dicembre 1897                  | Montreal Victorias (AHAC)   | Ottawa Capitals (CCHA)         | Gara unica             | 15-2                |
| 5 marzo 1898                      | Montreal Victorias (AHAC)   | Campioni AHAC 1898             | Campioni AHAC 1898     | Campioni AHAC 1898  |
| 15-18 febbraio 1899               | Montreal Victorias (CAHL)   | Winnipeg Victorias (MHA)       | Due gare               | 5-3                 |
| 4 marzo 1899                      | Montreal Shamrocks (CAHL)   | Campioni CAHL 1899             | Campioni CAHL 1899     | Campioni CAHL 1899  |
| 14 marzo 1899                     | Montreal Shamrocks (CAHL)   | Queen's University (OHA)       | Gara unica             | 6-2                 |
| 12-15 febbraio 1900               | Montreal Shamrocks (CAHL)   | Winnipeg Victorias (MHA)       | Al meglio delle tre    | 2-1                 |
| 7 marzo 1900                      | Montreal Shamrocks (CAHL)   | Halifax Crescents (MaHL)       | Al meglio delle tre    | 2-0                 |
| 10 marzo 1900                     | Montreal Shamrocks (CAHL)   | Campioni CAHL 1900             | Campioni CAHL 1900     | Campioni CAHL 1900  |
| 29-31 gennaio 1901                | Winnipeg Victorias (MHA)    | Montreal Shamrocks (CAHL)      | Al meglio delle tre    | 2-0                 |
| 19 febbraio 1901                  | Winnipeg Victorias (MHA)    | Winnipeg HC (MHA)              | Gara unica             | 4-3                 |
| 21-23 gennaio 1902                | Winnipeg Victorias (MHA)    | Toronto Wellingtons (OHA)      | Al meglio delle tre    | 2-0                 |
| marzo 1902                        | Winnipeg Victorias (MHA)    | Campioni MHA 1902              | Campioni MHA 1902      | Campioni MHA 1902   |
| 13-17 marzo 1902                  | Montreal HC (CAHL)          | Winnipeg Victorias (MHA)       | Al meglio delle tre    | 2-1                 |
| 29 gennaio - 4 febbraio 1903      | Montreal HC (CAHL)          | Winnipeg Victorias (MHA)       | Al meglio delle tre    | 2-1                 |
| 7-10 marzo 1903                   | Ottawa HC (CAHL)            | Montreal Victorias (CAHL)      | Due gare               | 9-1                 |
| 12-14 marzo 1903                  | Ottawa HC (CAHL)            | Rat Portage Thistles (MNWHA)   | Due gare               | 10-4                |
| 30 dicembre 1903 - 4 gennaio 1904 | Ottawa HC (CAHL)            | Winnipeg Rowing Club (MHA)     | Al meglio delle tre    | 2-1                 |
| 23-25 febbraio 1904               | Ottawa HC                   | Toronto Marlboros (OHA)        | Al meglio delle tre    | 2-0                 |
| 2 marzo 1904                      | Ottawa HC                   | Montreal Wanderers (FAHL)      | Due gare               | [ 5 ]               |
| 9-11 marzo 1904                   | Ottawa HC                   | Brandon Wheat Cities (MNWHA)   | Al meglio delle tre    | 2-0                 |
| 13-16 gennaio 1905                | Ottawa HC (FAHL)            | Dawson City Nuggets            | Al meglio delle tre    | 2-0                 |
| 3 marzo 1905                      | Ottawa HC (FAHL)            | Campioni FAHL 1905             | Campioni FAHL 1905     | Campioni FAHL 1905  |
| 7-11 marzo 1905                   | Ottawa HC (FAHL)            | Rat Portage Thistles (MHL)     | Al meglio delle tre    | 2-1                 |
| 27-28 febbraio 1906               | Ottawa HC (ECAHA)           | Queen's University (OHA)       | Al meglio delle tre    | 2-0                 |
| 6-8 marzo 1906                    | Ottawa HC (ECAHA)           | Smiths Falls HC (FAHL)         | Al meglio delle tre    | 2-0                 |
| 14-17 marzo 1906                  | Montreal Wanderers (ECAHA)  | Ottawa HC (ECAHA)              | Due gare               | 12-10               |
| 27-29 dicembre 1906               | Montreal Wanderers (ECAHA)  | New Glasgow Cubs (MaHL)        | Due gare               | 17-5                |
| 21-23 gennaio 1907                | Kenora Thistles (MPHL)      | Montreal Wanderers (ECAHA)     | Due gare               | 12-8                |
| 16-18 marzo 1907                  | Kenora Thistles (MPHL)      | Brandon Wheat Cities (MPHL)    | Al meglio delle tre    | 2-0                 |
| 23-25 marzo 1907                  | Montreal Wanderers (ECAHA)  | Kenora Thistles (MPHL)         | Due gare               | 12-8                |
| 3-13 gennaio 1908                 | Montreal Wanderers (ECAHA)  | Ottawa Victorias (FAHL)        | Due gare               | 22-4                |
| 7 marzo 1908                      | Montreal Wanderers (ECAHA)  | Campioni ECAHA 1908            | Campioni ECAHA 1908    | Campioni ECAHA 1908 |
| 10-12 marzo 1908                  | Montreal Wanderers (ECAHA)  | Winnipeg Maple Leafs (MPHL)    | Due gare               | 20-8                |
| 14 marzo 1908                     | Montreal Wanderers (ECAHA)  | Toronto Professional HC (OPHL) | Gara unica             | 6-4                 |
| 28-30 dicembre 1908               | Montreal Wanderers (ECAHA)  | Edmonton Hockey Club (AAHA)    | Due gare               | 13-10               |
| 6 marzo 1909                      | Ottawa HC (ECAHA)           | Campioni ECAHA 1909            | Campioni ECAHA 1909    | Campioni ECAHA 1909 |
| 5-7 gennaio 1910                  | Ottawa HC (CHA)             | Galt HC (OPHL)                 | Due gare               | 15-4                |
| 18-20 gennaio 1910                | Ottawa HC (NHA)             | Edmonton Hockey Club (AAHA)    | Due gare               | 21-11               |
| 9 marzo 1910                      | Montreal Wanderers (NHA)    | Campioni NHA 1910              | Campioni NHA 1910      | Campioni NHA 1910   |
| 12 marzo 1910                     | Montreal Wanderers (NHA)    | Berlin Dutchmen (OPHL)         | Gara unica             | 7-3                 |
| 10 marzo 1911                     | Ottawa HC (NHA)             | Campioni NHA 1911              | Campioni NHA 1911      | Campioni NHA 1911   |
| 13 marzo 1911                     | Ottawa HC (NHA)             | Galt HC (OPHL)                 | Gara unica             | 7-4                 |
| 16 marzo 1911                     | Ottawa HC (NHA)             | Port Arthur Bearcats (NOHL)    | Gara unica             | 13-4                |
| 5 marzo 1912                      | Quebec Bulldogs (NHA)       | Campioni NHA 1912              | Campioni NHA 1912      | Campioni NHA 1912   |
| 11-13 marzo 1912                  | Quebec Bulldogs (NHA)       | Moncton Victorias (MaPHL)      | Al meglio delle tre    | 2-0                 |
| 5 marzo 1913                      | Quebec Bulldogs (NHA)       | Campioni NHA 1913              | Campioni NHA 1913      | Campioni NHA 1913   |
| 8-10 marzo 1913                   | Quebec Bulldogs (NHA)       | Sydney Millionaires (MaPHL)    | Due gare               | 20-5                |
| 7-11 marzo 1914                   | Toronto Hockey Club (NHA)   | Montreal Canadiens (NHA)       | Due gare               | 6-2                 |
| 14-19 marzo 1914                  | Toronto Hockey Club (NHA)   | Victoria Aristocrats (PCHA)    | Al meglio delle cinque | 3-0                 |

### NHA contro PCHA (1915-1926)
Nel 1915 le leghe professionistiche PCHA e NHA strinsero un accordo per disputare una serie fra le due squadre vincitrici dei rispettivi campionati. Per la prima volta anche squadre degli Stati Uniti poterono prendere parte alla finale per la Stanley Cup. Per le formazioni dilettantistiche rimaste prive di un trofeo fu invece creata l'Allan Cup.
| Anno | Vincitori | Allenatore | Finalisti | Allenatore | Serie | Gol decisivo |
| ---- | --- | --- | --- | --- | --- | --- |
| 1915 | Vancouver Millionaires (PCHA) | Frank Patrick | Ottawa Senators (NHA) | Frank Shaughnessy | 3-0 | Barney Stanley (25:30) |
| 1916 | Montreal Canadiens (NHA) | Newsy Lalonde | Portland Rosebuds (PCHA) | Edward Savage | 3-2 | George Prodgers (57:20) |
| 1917 | Seattle Metropolitans (PCHA) | Pete Muldoon | Montreal Canadiens (NHA) | Newsy Lalonde | 3-1 | Bernie Morris (07:55) |
| 1918 | Toronto Arenas (NHL) | Dick Carroll | Vancouver Millionaires (PCHA) | Frank Patrick | 3-2 | Corb Denneny (50:30) |
| 1919 | Montreal Canadiens (NHL) vs. Seattle Metropolitans (PCHA) - La serie fu cancellata dopo Gara-5 e la Coppa non fu assegnata a causa dell'influenza spagnola | Montreal Canadiens (NHL) vs. Seattle Metropolitans (PCHA) - La serie fu cancellata dopo Gara-5 e la Coppa non fu assegnata a causa dell'influenza spagnola | Montreal Canadiens (NHL) vs. Seattle Metropolitans (PCHA) - La serie fu cancellata dopo Gara-5 e la Coppa non fu assegnata a causa dell'influenza spagnola | Montreal Canadiens (NHL) vs. Seattle Metropolitans (PCHA) - La serie fu cancellata dopo Gara-5 e la Coppa non fu assegnata a causa dell'influenza spagnola | Montreal Canadiens (NHL) vs. Seattle Metropolitans (PCHA) - La serie fu cancellata dopo Gara-5 e la Coppa non fu assegnata a causa dell'influenza spagnola | Montreal Canadiens (NHL) vs. Seattle Metropolitans (PCHA) - La serie fu cancellata dopo Gara-5 e la Coppa non fu assegnata a causa dell'influenza spagnola |
| 1920 | Ottawa Senators (NHL) | Pete Green | Seattle Metropolitans (PCHA) | Pete Muldoon | 3-2 | Jack Darragh (45:00) |
| 1921 | Ottawa Senators (NHL) | Pete Green | Vancouver Millionaires (PCHA) | Lloyd Cook e Frank Patrick | 3-2 | Jack Darragh (29:40) |
| 1922 | Toronto St. Patricks (NHL) | George O'Donoghue | Vancouver Millionaires (PCHA) | Lloyd Cook e Frank Patrick | 3-2 | Babe Dye (04:20) |
| 1923 | Ottawa Senators (NHL) | Pete Green | Edmonton Eskimos (WCHL) | Ken McKenzine | 2-0 | Punch Broadbent (11:23) |
| 1924 | Montreal Canadiens (NHL) | Léo Dandurand | Calgary Tigers (WCHL) | Eddie Oatman | 2-0 | Howie Morenz (04:55) |
| 1925 | Victoria Cougars (WCHL) | Lester Patrick | Montreal Canadiens (NHL) | Léo Dandurand | 3-1 | Gizzy Hart (22:35) |
| 1926 | Montreal Maroons (NHL) | Eddie Gerard | Victoria Cougars (WCHL) | Lester Patrick | 3-1 | Nels Stewart (22:50) |

### National Hockey League (dal 1927)
In seguito allo scioglimento della WHL la NHL rimase l'unica lega maggiore ancora in attività. Nel 1927 de facto la Stanley Cup diventò il trofeo assegnato alla squadra vincitrice dei playoff. Nel 1947 la NHL prese ufficialmente possesso del trofeo e sancì che nessuna squadra appartenente ad altre leghe avrebbe potuto sfidare la detentrice del titolo. Nel 2006 la Corte Superiore dell'Ontario decretò che tale norma fosse contraria alla volontà di Lord Stanley. La NHL accettò di mettere in palio la coppa qualora la lega non avesse operato come successo nella stagione 2004-05.
| Anno | Vincitori                                   | Allenatore                                  | Finalisti                                   | Allenatore                                  | Serie                                       | Gol decisivo                                |
| ---- | ------------------------------------------- | ------------------------------------------- | ------------------------------------------- | ------------------------------------------- | ------------------------------------------- | ------------------------------------------- |
| 1927 | Ottawa Senators                             | Dave Gill                                   | Boston Bruins                               | Art Ross                                    | 2-0-2                                       | Cy Denneny (27:30)                          |
| 1928 | New York Rangers                            | Lester Patrick                              | Montreal Maroons                            | Eddie Gerard                                | 3-2                                         | Frank Boucher (43:35)                       |
| 1929 | Boston Bruins                               | Cy Denneny                                  | New York Rangers                            | Lester Patrick                              | 2-0                                         | Bill Carson (58:02)                         |
| 1930 | Montreal Canadiens                          | Cecil Hart                                  | Boston Bruins                               | Art Ross                                    | 2-0                                         | Howie Morenz (21:00)                        |
| 1931 | Montreal Canadiens                          | Cecil Hart                                  | Chicago Blackhawks                          | Dick Irvin                                  | 3-2                                         | Johnny Gagnon (29:59)                       |
| 1932 | Toronto Maple Leafs                         | Dick Irvin                                  | New York Rangers                            | Lester Patrick                              | 3-0                                         | Ace Bailey (55:07)                          |
| 1933 | New York Rangers                            | Lester Patrick                              | Toronto Maple Leafs                         | Dick Irvin                                  | 3-1                                         | Bill Cook (67:34)                           |
| 1934 | Chicago Blackhawks                          | Tommy Gorman                                | Detroit Red Wings                           | Jack Adams                                  | 3-1                                         | Mush March (90:05)                          |
| 1935 | Montreal Maroons                            | Tommy Gorman                                | Toronto Maple Leafs                         | Dick Irvin                                  | 3-0                                         | Baldy Northcott (36:18)                     |
| 1936 | Detroit Red Wings                           | Jack Adams                                  | Toronto Maple Leafs                         | Dick Irvin                                  | 3-1                                         | Pete Kelly (49:45)                          |
| 1937 | Detroit Red Wings                           | Jack Adams                                  | New York Rangers                            | Lester Patrick                              | 3-2                                         | Marty Barry (19:22)                         |
| 1938 | Chicago Blackhawks                          | Bill Stewart                                | Toronto Maple Leafs                         | Dick Irvin                                  | 3-1                                         | Carl Voss (36:45)                           |
| 1939 | Boston Bruins                               | Art Ross                                    | Toronto Maple Leafs                         | Dick Irvin                                  | 4-1                                         | Roy Conacher (37:54)                        |
| 1940 | New York Rangers                            | Frank Boucher                               | Toronto Maple Leafs                         | Dick Irvin                                  | 4-2                                         | Bryan Hextall (62:07)                       |
| 1941 | Boston Bruins                               | Cooney Weiland                              | Detroit Red Wings                           | Ebbie Goodfellow                            | 4-0                                         | Bobby Bauer (28:43)                         |
| 1942 | Toronto Maple Leafs                         | Hap Day                                     | Detroit Red Wings                           | Jack Adams                                  | 4-3                                         | Pete Langelle (49:48)                       |
| 1943 | Detroit Red Wings                           | Jack Adams                                  | Boston Bruins                               | Art Ross                                    | 4-0                                         | Joe Carveth (12:09)                         |
| 1944 | Montreal Canadiens                          | Dick Irvin                                  | Chicago Blackhawks                          | Paul Thompson                               | 4-0                                         | Toe Blake (69:12)                           |
| 1945 | Toronto Maple Leafs                         | Hap Day                                     | Detroit Red Wings                           | Jack Adams                                  | 4-3                                         | Babe Pratt (52:14)                          |
| 1946 | Montreal Canadiens                          | Dick Irvin                                  | Boston Bruins                               | Dit Clapper                                 | 4-1                                         | Toe Blake (51:06)                           |
| 1947 | Toronto Maple Leafs                         | Hap Day                                     | Montreal Canadiens                          | Dick Irvin                                  | 4-2                                         | Ted Kennedy (54:39)                         |
| 1948 | Toronto Maple Leafs                         | Hap Day                                     | Detroit Red Wings                           | Tommy Ivan                                  | 4-0                                         | Whipper Watson (11:13)                      |
| 1949 | Toronto Maple Leafs                         | Hap Day                                     | Detroit Red Wings                           | Tommy Ivan                                  | 4-0                                         | Cal Gardner (39:45)                         |
| 1950 | Detroit Red Wings                           | Tommy Ivan                                  | New York Rangers                            | Lynn Patrick                                | 4-3                                         | Pete Babando (88:31)                        |
| 1951 | Toronto Maple Leafs                         | Joe Primeau                                 | Montreal Canadiens                          | Dick Irvin                                  | 4-1                                         | Bill Barilko (62:53)                        |
| 1952 | Detroit Red Wings                           | Tommy Ivan                                  | Montreal Canadiens                          | Dick Irvin                                  | 4-0                                         | Metro Prystai (06:50)                       |
| 1953 | Montreal Canadiens                          | Dick Irvin                                  | Boston Bruins                               | Lynn Patrick                                | 4-1                                         | Elmer Lach (61:22)                          |
| 1954 | Detroit Red Wings                           | Tommy Ivan                                  | Montreal Canadiens                          | Dick Irvin                                  | 4-3                                         | Tony Leswick (64:20)                        |
| 1955 | Detroit Red Wings                           | Jimmy Skinner                               | Montreal Canadiens                          | Dick Irvin                                  | 4-3                                         | Gordie Howe (39:49)                         |
| 1956 | Montreal Canadiens                          | Toe Blake                                   | Detroit Red Wings                           | Jimmy Skinner                               | 4-1                                         | Maurice Richard (35:08)                     |
| 1957 | Montreal Canadiens                          | Toe Blake                                   | Boston Bruins                               | Milt Schmidt                                | 4-1                                         | Dickie Moore (20:14)                        |
| 1958 | Montreal Canadiens                          | Toe Blake                                   | Boston Bruins                               | Milt Schmidt                                | 4-2                                         | Bernie Geoffrion (39:26)                    |
| 1959 | Montreal Canadiens                          | Toe Blake                                   | Toronto Maple Leafs                         | Punch Imlach                                | 4-1                                         | Marcel Bonin (29:55)                        |
| 1960 | Montreal Canadiens                          | Toe Blake                                   | Toronto Maple Leafs                         | Punch Imlach                                | 4-0                                         | Jean Béliveau (08:16)                       |
| 1961 | Chicago Blackhawks                          | Rudy Pilous                                 | Detroit Red Wings                           | Sid Abel                                    | 4-2                                         | Ab McDonald (38:49)                         |
| 1962 | Toronto Maple Leafs                         | Punch Imlach                                | Chicago Blackhawks                          | Rudy Pilous                                 | 4-2                                         | Dick Duff (54:14)                           |
| 1963 | Toronto Maple Leafs                         | Punch Imlach                                | Detroit Red Wings                           | Sid Abel                                    | 4-1                                         | Eddie Shack (53:28)                         |
| 1964 | Toronto Maple Leafs                         | Punch Imlach                                | Detroit Red Wings                           | Sid Abel                                    | 4-3                                         | Andy Bathgate (03:04)                       |
| 1965 | Montreal Canadiens                          | Toe Blake                                   | Chicago Blackhawks                          | Billy Reay                                  | 4-3                                         | Jean Béliveau (00:14)                       |
| 1966 | Montreal Canadiens                          | Toe Blake                                   | Detroit Red Wings                           | Sid Abel                                    | 4-2                                         | Henri Richard (62:20)                       |
| 1967 | Toronto Maple Leafs                         | Punch Imlach                                | Montreal Canadiens                          | Toe Blake                                   | 4-2                                         | Jim Pappin (39:24)                          |
| 1968 | Montreal Canadiens                          | Toe Blake                                   | St. Louis Blues                             | Scotty Bowman                               | 4-0                                         | Jean-Claude Tremblay (51:40)                |
| 1969 | Montreal Canadiens                          | Claude Ruel                                 | St. Louis Blues                             | Scotty Bowman                               | 4-0                                         | John Ferguson (43:02)                       |
| 1970 | Boston Bruins                               | Harry Sinden                                | St. Louis Blues                             | Scotty Bowman                               | 4-0                                         | Bobby Orr (60:40)                           |
| 1971 | Montreal Canadiens                          | Al MacNeil                                  | Chicago Blackhawks                          | Bill Reay                                   | 4-3                                         | Henri Richard (42:34)                       |
| 1972 | Boston Bruins                               | Tom Johnson                                 | New York Rangers                            | Emile Francis                               | 4-2                                         | Bobby Orr (11:18)                           |
| 1973 | Montreal Canadiens                          | Scotty Bowman                               | Chicago Blackhawks                          | Bill Reay                                   | 4-2                                         | Yvan Cournoyer (48:13)                      |
| 1974 | Philadelphia Flyers                         | Fred Shero                                  | Boston Bruins                               | Bep Guidolin                                | 4-2                                         | Rick MacLeish (14:48)                       |
| 1975 | Philadelphia Flyers                         | Fred Shero                                  | Buffalo Sabres                              | Floyd Smith                                 | 4-2                                         | Bob Kelly (40:11)                           |
| 1976 | Montreal Canadiens                          | Scotty Bowman                               | Philadelphia Flyers                         | Fred Shero                                  | 4-0                                         | Guy Lafleur (54:18)                         |
| 1977 | Montreal Canadiens                          | Scotty Bowman                               | Boston Bruins                               | Don Cherry                                  | 4-0                                         | Jacques Lemaire (64:32)                     |
| 1978 | Montreal Canadiens                          | Scotty Bowman                               | Boston Bruins                               | Don Cherry                                  | 4-2                                         | Mario Tremblay (09:20)                      |
| 1979 | Montreal Canadiens                          | Scotty Bowman                               | New York Rangers                            | Fred Shero                                  | 4-1                                         | Jacques Lemaire (21:02)                     |
| 1980 | New York Islanders                          | Al Arbour                                   | Philadelphia Flyers                         | Pat Quinn                                   | 4-2                                         | Bob Nystrom (67:11)                         |
| 1981 | New York Islanders                          | Al Arbour                                   | Minnesota North Stars                       | Glen Sonmor                                 | 4-1                                         | Wayne Merrick (05:37)                       |
| 1982 | New York Islanders                          | Al Arbour                                   | Vancouver Canucks                           | Roger Neilson                               | 4-0                                         | Mike Bossy (25:00)                          |
| 1983 | New York Islanders                          | Al Arbour                                   | Edmonton Oilers                             | Glen Sather                                 | 4-0                                         | Mike Bossy (12:39)                          |
| 1984 | Edmonton Oilers                             | Glen Sather                                 | New York Islanders                          | Al Arbour                                   | 4-1                                         | Ken Linseman (20:38)                        |
| 1985 | Edmonton Oilers                             | Glen Sather                                 | Philadelphia Flyers                         | Mike Keenan                                 | 4-1                                         | Paul Coffey (17:57)                         |
| 1986 | Montreal Canadiens                          | Jean Perron                                 | Calgary Flames                              | Bob Johnson                                 | 4-1                                         | Bobby Smith (50:30)                         |
| 1987 | Edmonton Oilers                             | Glen Sather                                 | Philadelphia Flyers                         | Mike Keenan                                 | 4-3                                         | Jari Kurri (34:59)                          |
| 1988 | Edmonton Oilers                             | Glen Sather                                 | Boston Bruins                               | Terry O'Reilly                              | 4-0                                         | Wayne Gretzky (29:44)                       |
| 1989 | Calgary Flames                              | Terry Crisp                                 | Montreal Canadiens                          | Pat Burns                                   | 4-2                                         | Doug Gilmour (51:02)                        |
| 1990 | Edmonton Oilers                             | John Muckler                                | Boston Bruins                               | Mike Milbury                                | 4-1                                         | Craig Simpson (29:31)                       |
| 1991 | Pittsburgh Penguins                         | Bob Johnson                                 | Minnesota North Stars                       | Bob Gainey                                  | 4-2                                         | Ulf Samuelsson (02:00)                      |
| 1992 | Pittsburgh Penguins                         | Scotty Bowman                               | Chicago Blackhawks                          | Mike Keenan                                 | 4-0                                         | Ron Francis (47:59)                         |
| 1993 | Montreal Canadiens                          | Jacques Demers                              | Los Angeles Kings                           | Barry Melrose                               | 4-1                                         | Kirk Muller (23:51)                         |
| 1994 | New York Rangers                            | Mike Keenan                                 | Vancouver Canucks                           | Pat Quinn                                   | 4-3                                         | Mark Messier (33:29)                        |
| 1995 | New Jersey Devils                           | Jacques Lemaire                             | Detroit Red Wings                           | Scotty Bowman                               | 4-0                                         | Neal Broten (27:56)                         |
| 1996 | Colorado Avalanche                          | Marc Crawford                               | Florida Panthers                            | Doug MacLean                                | 4-0                                         | Uwe Krupp (104:31)                          |
| 1997 | Detroit Red Wings                           | Scotty Bowman                               | Philadelphia Flyers                         | Terry Murray                                | 4-0                                         | Darren McCarty (33:02)                      |
| 1998 | Detroit Red Wings                           | Scotty Bowman                               | Washington Capitals                         | Ron Wilson                                  | 4-0                                         | Martin Lapointe (22:26)                     |
| 1999 | Dallas Stars                                | Ken Hitchcock                               | Buffalo Sabres                              | Lindy Ruff                                  | 4-2                                         | Brett Hull (114:51)                         |
| 2000 | New Jersey Devils                           | Larry Robinson                              | Dallas Stars                                | Ken Hitchcock                               | 4-2                                         | Jason Arnott (88:20)                        |
| 2001 | Colorado Avalanche                          | Bob Hartley                                 | New Jersey Devils                           | Larry Robinson                              | 4-3                                         | Alex Tanguay (24:57)                        |
| 2002 | Detroit Red Wings                           | Scotty Bowman                               | Carolina Hurricanes                         | Paul Maurice                                | 4-1                                         | Brendan Shanahan (34:04)                    |
| 2003 | New Jersey Devils                           | Pat Burns                                   | Mighty Ducks Anaheim                        | Mike Babcock                                | 4-3                                         | Michael Rupp (22:22)                        |
| 2004 | Tampa Bay Lightning                         | John Tortorella                             | Calgary Flames                              | Darryl Sutter                               | 4-3                                         | Ruslan Fedotenko (34:38)                    |
| 2005 | Stagione non disputata a causa del lockout. | Stagione non disputata a causa del lockout. | Stagione non disputata a causa del lockout. | Stagione non disputata a causa del lockout. | Stagione non disputata a causa del lockout. | Stagione non disputata a causa del lockout. |
| 2006 | Carolina Hurricanes                         | Peter Laviolette                            | Edmonton Oilers                             | Craig MacTavish                             | 4-3                                         | František Kaberle (24:18)                   |
| 2007 | Anaheim Ducks                               | Randy Carlyle                               | Ottawa Senators                             | Bryan Murray                                | 4-1                                         | Travis Moen (35:44)                         |
| 2008 | Detroit Red Wings                           | Mike Babcock                                | Pittsburgh Penguins                         | Michel Therrien                             | 4-2                                         | Henrik Zetterberg (47:36)                   |
| 2009 | Pittsburgh Penguins                         | Dan Bylsma                                  | Detroit Red Wings                           | Mike Babcock                                | 4-3                                         | Maxime Talbot (30:07)                       |
| 2010 | Chicago Blackhawks                          | Joel Quenneville                            | Philadelphia Flyers                         | Peter Laviolette                            | 4-2                                         | Patrick Kane (64:06)                        |
| 2011 | Boston Bruins                               | Claude Julien                               | Vancouver Canucks                           | Alain Vigneault                             | 4-3                                         | Patrice Bergeron (14:37)                    |
| 2012 | Los Angeles Kings                           | Darryl Sutter                               | New Jersey Devils                           | Peter DeBoer                                | 4-2                                         | Jeff Carter (12:45)                         |
| 2013 | Chicago Blackhawks                          | Joel Quenneville                            | Boston Bruins                               | Claude Julien                               | 4-2                                         | Dave Bolland (59:01)                        |
| 2014 | Los Angeles Kings                           | Darryl Sutter                               | New York Rangers                            | Alain Vigneault                             | 4-1                                         | Alec Martinez (94:43)                       |
| 2015 | Chicago Blackhawks                          | Joel Quenneville                            | Tampa Bay Lightning                         | Jon Cooper                                  | 4-2                                         | Duncan Keith (37:13)                        |
| 2016 | Pittsburgh Penguins                         | Mike Sullivan                               | San Jose Sharks                             | Peter DeBoer                                | 4-2                                         | Kris Letang (27:46)                         |
| 2017 | Pittsburgh Penguins                         | Mike Sullivan                               | Nashville Predators                         | Peter Laviolette                            | 4-2                                         | Patric Hornqvist (18:25)                    |
| 2018 | Washington Capitals                         | Barry Trotz                                 | Vegas Golden Knights                        | Gerard Gallant                              | 4-1                                         | Lars Eller (52:23)                          |
| 2019 | St. Louis Blues                             | Craig Berube                                | Boston Bruins                               | Bruce Cassidy                               | 4-3                                         | Alex Pietrangelo (19:52)                    |
| 2020 | Tampa Bay Lightning                         | Jon Cooper                                  | Dallas Stars                                | Rick Bowness                                | 4-2                                         | Brayden Point (12:23)                       |
| 2021 | Tampa Bay Lightning                         | Jon Cooper                                  | Montreal Canadiens                          | Dominique Ducharme                          | 4-1                                         | Ross Colton (13:27)                         |
| 2022 | Colorado Avalanche                          | Jared Bednar                                | Tampa Bay Lightning                         | Jon Cooper                                  | 4-2                                         | Artturi Lehkonen (12:28)                    |
| 2023 | Vegas Golden Knights                        | Bruce Cassidy                               | Florida Panthers                            | Paul Maurice                                | 4-1                                         | Reilly Smith (12:13)                        |
| 2024 | Florida Panthers                            | Paul Maurice                                | Edmonton Oilers                             | Kris Knoblauch                              | 4-3                                         | Sam Reinhart (15:11)                        |

## Albo d'oro
Di seguito sono elencate le formazioni vincitrici della Stanley Cup a partire dal 1915, quando rispetto alla vecchia Challenge Cup furono istituite le finali valide per l'assegnazione del titolo.

### Formazioni attive
| Pos. | Squadra              | Titoli | Sconfitte | Apparizioni | Primo titolo | Ultimo titolo |
| ---- | -------------------- | ------ | --------- | ----------- | ------------ | ------------- |
| 1.   | Montreal Canadiens   | 24     | 9         | 34          | 1916         | 1993          |
| 2.   | Toronto Maple Leafs  | 13     | 8         | 21          | 1918         | 1967          |
| 3.   | Detroit Red Wings    | 11     | 13        | 24          | 1936         | 2008          |
| 4.   | Boston Bruins        | 6      | 13        | 19          | 1929         | 2011          |
| 4.   | Chicago Blackhawks   | 6      | 7         | 13          | 1934         | 2015          |
| 5.   | Edmonton Oilers      | 5      | 2         | 7           | 1984         | 1990          |
| 5.   | Pittsburgh Penguins  | 5      | 1         | 6           | 1991         | 2017          |
| 6.   | New York Rangers     | 4      | 6         | 10          | 1928         | 1994          |
| 6.   | New York Islanders   | 4      | 1         | 5           | 1980         | 1983          |
| 7.   | Colorado Avalanche   | 3      | 0         | 3           | 1996         | 2022          |
| 7.   | New Jersey Devils    | 3      | 2         | 5           | 1995         | 2003          |
| 7.   | Tampa Bay Lightning  | 3      | 2         | 5           | 2004         | 2021          |
| 8.   | Philadelphia Flyers  | 2      | 6         | 8           | 1974         | 1975          |
| 8.   | Los Angeles Kings    | 2      | 1         | 3           | 2012         | 2014          |
| 8.   | Florida Panthers     | 2      | 1         | 3           | 2024         | 2025          |
| 9.   | Dallas Stars         | 1      | 3         | 4           | 1999         | 1999          |
| 9.   | St. Louis Blues      | 1      | 3         | 4           | 2019         | 2019          |
| 9.   | Calgary Flames       | 1      | 2         | 3           | 1989         | 1989          |
| 9.   | Anaheim Ducks        | 1      | 1         | 2           | 2007         | 2007          |
| 9.   | Carolina Hurricanes  | 1      | 1         | 2           | 2006         | 2006          |
| 9.   | Ottawa Senators      | 1      | 1         | 2           | 1927         | 1927          |
| 9.   | Washington Capitals  | 1      | 1         | 2           | 2018         | 2018          |
| 9.   | Vegas Golden Knights | 1      | 1         | 2           | 2023         | 2023          |

### Formazioni scomparse
| Pos. | Squadra                | Titoli | Sconfitte | Apparizioni | Primo titolo | Ultimo titolo |
| ---- | ---------------------- | ------ | --------- | ----------- | ------------ | ------------- |
| 1.   | Montreal Maroons       | 2      | 1         | 3           | 1926         | 1935          |
| 2.   | Vancouver Millionaires | 1      | 3         | 4           | 1915         | 1915          |
| 3.   | Seattle Metropolitans  | 1      | 1         | 3           | 1917         | 1917          |
| 4.   | Victoria Cougars       | 1      | 1         | 2           | 1925         | 1925          |

### Giocatori e allenatori
| Giocatori | Giocatori       | Giocatori |
| Pos.      | Nome            | Titoli    |
| --------- | --------------- | --------- |
| 1.        | Henri Richard   | 11        |
| 2.        | Jean Béliveau   | 10        |
|           | Yvan Cournoyer  | 10        |
| 4.        | Claude Provost  | 9         |
| 5.        | Maurice Richard | 8         |
|           | Red Kelly       | 8         |
|           | Jacques Lemaire | 8         |

| Portieri | Portieri        | Portieri |
| Pos.     | Nome            | Titoli   |
| -------- | --------------- | -------- |
| 1.       | Jacques Plante  | 6        |
|          | Ken Dryden      | 6        |
|          | Charlie Hodge   | 6        |
| 4.       | Turk Broda      | 5        |
|          | Grant Fuhr      | 5        |
| 6.       | Clint Benedict  | 4        |
|          | Johnny Bower    | 4        |
|          | Terry Sawchuk   | 4        |
|          | Billy Smith     | 4        |
|          | Michel Larocque | 4        |
|          | Patrick Roy     | 4        |
|          | Gump Worsley    | 4        |

| Allenatori | Allenatori    | Allenatori |
| Pos.       | Nome          | Titoli     |
| ---------- | ------------- | ---------- |
| 1.         | Scotty Bowman | 9          |
| 2.         | Toe Blake     | 8          |
| 3.         | Hap Day       | 5          |
| 4.         | Al Arbour     | 4          |
|            | Punch Imlach  | 4          |
|            | Dick Irvin    | 4          |
|            | Glen Sather   | 4          |